# ベラルーシの鉄道
ベラルーシの鉄道は国有鉄道であるベラルーシ鉄道(BŽD / BČ (ru: Belorusskaja Železnaja Doroga / be: Belaruskaja Čyhunka))により保有・運営されている。
5,512kmの路線網を有し、このうち、874kmが電化されている。これらの軌間はロシア広軌の1520mmである。

## 歴史
国内を横断する最初の路線は、1866年に開業したワルシャワ～ブレスト間であり、1871年にモスクワまで完成した。

## 路線網
ベルリン、ワルシャワから、モスクワまでの国際鉄道路線（ミンスク・ブレスト鉄道、ミンスク・ヴォルシャ鉄道）が、ブレストからミンスクを経てヴォルシャまで、ベラルーシを横断している。
この他の重要な路線としては、キエフ方面へと続くミンスク-ゴメリ線、サンクトペテルブルク方面へと続くヴォルシャ-ヴィーツェプスク線、ミンスク-ヴィリニュス線などが挙げられる。
ベラルーシを通過/発着する国際列車としては、リガとオデッサを結ぶPribaltika号や、ミンスクとイルクーツクを結ぶ列車、ベルリンとノヴォシビルスクをはじめとするロシア方面の各地を結ぶSibirjakが挙げられる。
高速鉄道路線は存在せず、高速鉄道も運行していない。

## 都市鉄道
国内で唯一、ミンスクにはミンスク地下鉄が存在し、アウタザヴォーツカヤ線とマスコウスカヤ線、ジェリェナルージスカヤ線の3路線が運行している。
路面電車が走っている都市も、ミンスク、ヴィーツェプスク、マズィル、ナヴァポラツクのみである。

## 隣国との接続
- ポーランド - 有り - 軌間相違 1520mm/1435mm
- リトアニア - 有り
- ラトビア - 有り
- ロシア - 有り
- ウクライナ - 有り